# Могилёвское сельское поселение (Тверская область)
Могилёвское се́льское поселе́ние — муниципальное образование в составе Кувшиновского района Тверской области России.

На территории поселения находится 15 населенных пунктов. Административный центр — деревня Могилёвка.

Образовано в 2005 году, включило в себя территории Могилёвского, Красногородского и Тарасковского сельских округов.

## Географические данные
- Общая площадь: 568 км²
- Нахождение: северо-западная часть Кувшиновского района.
  - Граничит:
    - на севере — с Фировским районом, Великооктябрьское СП,
    - на востоке — с Борзынским СП и Пеньским СП,
    - на юго-востоке — с городским поселением город Кувшиново,
    - на юге — с Васильковским СП, Ранцевским СП и Сокольническим СП,
    - на юго-западе — с Селижаровским районом, Березугское СП,
    - на западе — с Осташковским районом, Ждановское СП.

Поселение находится на Валдайской возвышенности, здесь верховья рек Цна и Осуга.
По южной части поселения проходит автодорога «Торжок—Кувшиново—Осташков».

## Экономика
Основное сельхозпредприятие — колхоз им. Чапаева.

## Население
На 01.01.2008 — 561 человек.

## Населенные пункты
На территории поселения находятся следующие населённые пункты:
| №  | Тип нп | Название             | Население (2008 год) |
| -- | ------ | -------------------- | -------------------- |
| 1  | дер.   | Могилёвка            | 130                  |
| 2  | пос.   | Красный Городок      | 283                  |
| 3  | дер.   | Василёво             | 11                   |
| 4  | дер.   | Еваново              | 18                   |
| 5  | пос.   | Ключи                | 8                    |
| 6  | дер.   | Лукино               | 8                    |
| 7  | дер.   | Печниково            | 32                   |
| 8  | дер.   | Силино               | 4                    |
| 9  | дер.   | Тарасково            | 19                   |
| 10 | хутор  | Войново              | 0                    |
| 11 | дер.   | Красные Углы         | 3                    |
| 12 | пос.   | Озерецкое            | 3                    |
| 13 | дер.   | Раменье              | 31                   |
| 14 | дер.   | Сабурово             | 11                   |
| 15 | хутор  | Тарасковская Плотина | 0                    |

### Бывшие населенные пункты
В 2000 году исключены из учетных данных деревни Крутое и Рябинино.

Ранее на территории поселения исчезли деревни Бродовская, Горлановка, Желницы, Посилово, Пустошка, Силино, Соколово, Сопково, Фешково и другие;

## История
В XV—XVII вв. территория поселения находилась на границе Новгородских и Ржевских земель. Большей частью относилась к Сонской волости Ржевской земли (Ржевского уезда).

С образованием в 1796 году Тверской губернии территория поселения была разделена между Новоторжским уездом (южная половина) и Вышневолоцким уездом (северная часть).

После ликвидации губерний территория поселения входит в Каменский район (в 1929—1935 — Западной области, с 1935 года — Калининской области), северная часть поселения относилась к Есеновичскому (Ясеновичскому) району (1935—1958). В 1963—1965 годах входила в Торжокский район, с 1965 года — в Кувшиновский район.